# (16900) Lozère
(16900) Lozère est un astéroïde de la ceinture principale.

## Description
(16900) Lozère est un astéroïde de la ceinture principale. Il fut découvert à l'observatoire de Pises le 27 février 1998 à Pises. Il présente une orbite caractérisée par un demi-grand axe de 3,043 UA, une excentricité de 0,103 et une inclinaison de 2,486° par rapport à l'écliptique.
Il fut nommé d'après le Mont Lozère qui culmine à 1699 mètres. C'est aussi le nom du 48e département français.

## Compléments